# Aziz Ab'Saber
Aziz Nacib Ab'Saber (São Luiz do Paraitinga, 24 de outubro de 1924 – Cotia, 16 de março de 2012) foi um geógrafo e professor universitário brasileiro.
Considerado como referência em assuntos relacionados ao meio ambiente e a impactos ambientais decorrentes das atividades humanas foi um professor polivalente, laureado com as mais altas honrarias científicas em geografia, arqueologia, geologia e ecologia - Membro Honorário da Sociedade de Arqueologia Brasileira, Grã-Cruz em Ciências da Terra pela Ordem Nacional do Mérito Científico, Prêmio Internacional de Ecologia de 1998 e Prêmio Unesco para Ciência e Meio Ambiente. Era Professor Emérito da Faculdade de Filosofia, Letras e Ciências Humanas da Universidade de São Paulo (FFLCH-USP), professor honorário do Instituto de Estudos Avançados (IEA-USP) da mesma universidade e ex-presidente e atual Presidente de Honra da Sociedade Brasileira para o Progresso da Ciência (SBPC). Embora aposentado compulsoriamente no final do século XX, manteve-se em atividade até o fim da vida.
Na véspera da sua morte, entregou à SBPC os arquivos de sua obra completa, em DVD, com a seguinte dedicatória: "Tenho o grande prazer de enviar para os amigos e colegas da Universidade o presente DVD que contém um conjunto de trabalhos geográficos e de planejamento elaborados entre 1946-2010. Tratando-se de estudos predominantemente geográficos, eu gostaria que tal DVD seja levado ao conhecimento dos especialistas em geografia física e humana da universidade".

## Biografia
Filho de um mascate libanês e de uma brasileira de São Luiz do Paraitinga e criado em meio a roceiros dos quais sua mãe era filha, se muda para São Paulo. Pouco antes de ingressar na Universidade de São Paulo (USP) no curso de Geografia e História, aos dezessete anos, assumiu sua primeira função pública como jardineiro da Universidade, enquanto dava continuidade à sua formação com cursos de especialização.
Trabalhou durante vários anos como professor do ensino básico. Posteriormente lecionou na Pontifícia Universidade Católica de São Paulo (PUC-SP) e, posteriormente, na USP.
Iniciou suas pesquisas na área de geomorfologia e logo passou a incorporar conceitos de diferentes áreas do saber. Desenvolveu centenas de pesquisas e tratados científicos, dando contribuições importantes para a ecologia, biologia evolutiva, fitogeografia, geologia, arqueologia, além da geografia. Dentre algumas dessas múltiplas contribuições, estão estudos que corroboram a descoberta de petróleo na porção continental na Bacia Potiguar e a coordenação da criação dos parques de preservação da Serra do Mar e do Japi.
Entre os temas abordados incluem exaustivas classificações e levantamentos nos domínios morfoclimáticos e dos ecossistemas continentais sul-americanos, reconstituição de paleoclimas sul-americanos, sendo um dos elaboradores da Teoria dos Refúgios Florestais. Realizou também estudos de planejamento urbano aerolar, pesquisas de geomorfologia climática sul-americana, elaboração de modelos explicativos para a diversidade biológica neo-tropical - Redutos Pleistocênicos - além de estudos sobre rotas de migração dos povos pré-colombianos sul-americanos. Atuou também com medidas para preservação do patrimônio histórico - tombamento do Teatro Oficina) - e teorias da educação, com o fim de incluir currículos setoriais em grades de ensino regionais e nacionais.
No ano de 2006, recebeu o título de Doutor Honoris Causa concedido pela Universidade Estadual Paulista (Unesp) pelo conjunto de sua obra, no campus de Rio Claro.

## Morte
Ab'Saber morreu de parada cardíaca na manhã de 16 de março de 2012, por volta das 10h20min, em sua casa na região metropolitana de São Paulo, aos 87 anos. A informação foi dada pela Sociedade Brasileira para o Progresso da Ciência (SBPC), instituição que Ab'Saber presidiu de 1993 a 1995 e da qual era presidente de honra e conselheiro.
Apesar da idade avançada, o geógrafo continuava sendo um observador atento das controvérsias políticas relativas à questão ambiental. Envolveu-se, por exemplo, com a discussão do novo Código Florestal Brasileiro, que pode alterar as áreas de preservação obrigatórias em propriedades particulares, nos últimos dois anos. Segundo a SBPC, Ab'Saber criticou o texto por não considerar o zoneamento físico e ecológico de todo o Brasil e não levar em consideração a diversidade de paisagens naturais do país. O estudioso também chegou a sugerir a criação de um Código da Biodiversidade para implementar a proteção a espécies da flora e da fauna brasileiras.

## Características de sua obra
Ab'Saber defendeu um papel mais ativo dos cientistas, com a ciência aplicada e colocada a serviço dos movimentos sociais. Esse ideal o levou a ser consultor ambiental do Partido dos Trabalhadores (PT) e a tornar-se próximo de Luiz Inácio Lula da Silva por um longo período. Posteriormente tornou-se crítico do Governo Lula devido, especialmente, à sua política ambiental - a qual classificou como a maior frustração na história do movimento ambientalista brasileiro. O intenso apoio governamental aos usineiros e ao projeto de Transposição do Rio São Francisco - que julgava servir primordialmente aos interesses dos grandes proprietários de terra do nordeste seco - também colaboraram para seu distanciamento. Avaliava que o governo, ao mesmo tempo em que conseguia popularidade com medidas mitigadoras, aprofundava um modelo de desenvolvimento hostil aos interesses da maior parte da população brasileira. Com a credibilidade adquirida nas décadas de trabalho como cientista, Ab'Saber procurava respaldar os movimentos sociais que lutam contra obras desenvolvimentistas hostis aos seus interesses e seus modos de vida - como a citada transposição do Rio São Francisco ou a barragem dos rios do Vale do Ribeira. Homenageado do ano durante a reunião do SBPC de 2010, Ab'Saber proferiu pesadas críticas às mudanças no Código Florestal Brasileiro colocando-o no contexto de desmonte da política ambiental brasileira.
Sua última crítica referia-se ao chamado aquecimento global. Ab'Saber não negava o aquecimento mas afirmava que a contribuição antrópica para o fenômeno ainda não era suficientemente conhecida. Afirmava que algumas das previsões de impactos desconsideravam fatores relevantes, podendo incorrer em diagnósticos imprecisos. Apontava a onda de calor do verão (no hemisfério sul) 2009-2010 como exemplo de como a interpretação dos fenômenos climáticos é, por vezes, distorcida. Enquanto muitos argumentam que o aquecimento global foi o responsável por isso, Ab'Saber recordava que este fora o pico de atividade do El Niño, que se repete a cada doze anos (ou treze anos ou, ainda, a cada 26 anos) e que, portanto, um pico de calor era esperado. No entanto, o geógrafo reconhecia a urgência de medidas agressivas de redução dos gases do efeito estufa e uma ação incisiva do governo brasileiro para interromper totalmente o desmatamento na Amazônia.
O valor literário de sua obra também foi reconhecido. Aziz Ab'Saber recebeu três vezes o Prêmio Jabuti: duas vezes na categoria de ciências humanas e uma vez para ciências exatas.

### Mapa de domínios morfoclimáticos
É de autoria de Ab'Saber o mapa de domínios morfoclimáticos, que procura destacar a modelagem do relevo e dos seus constituintes, as rochas e os solos, além das variações climáticas e ecológicas, que assim geram o bioma. Ab'Saber divide o Brasil em seis grandes regiões, catalogadas como amazônico, caatingas, cerrados, mares de morros, araucárias e pradarias. Além disso, o autor determina a categoria de "faixas de transição", sobre as áreas limites entre biomas que possuem características de dois biomas distintos devido à proximidade geográficas dos biomas.
O mapa é amplamente difundido e muito utilizado em questões de vestibulares como o Vestibular da Unesp e da Fundação Universitária para o Vestibular (FUVEST).

## Obras selecionadas
- A Obra de Aziz Nacib Ab'Saber (2010), São Paulo, BECA (588 pp. e CD)
- Ecossistemas do Brasil[26]
- Os domínios da natureza no Brasil: potencialidades paisagísticas[27]
- Litoral Brasileiro
- São Paulo: ensaios entreveros[28]
- Amazônia: do discurso a práxis
- Áreas de circudesnudação periférica pós-cretácea
- A Terra Paulista
- O homem do terraço de Ximango
- Espaços ocupados pela expansão dos climas secos na América do Sul, por ocasião dos períodos glaciais quaternários
- Domínios geomorfológicos da América do Sul: primeira aproximação
- O homem na América Tropical: estoques raciais em contato e conflito
- The Paleoclimate and Paleoecology of Brazilian Amazon
- Geomorfologia do Sítio Urbano de São Paulo[29]

A SBPC tem uma última obra inédita do geógrafo, a ser publicada: o terceiro volume da coleção Leituras Indispensáveis, com trabalhos dos primeiros geógrafos do Brasil.

## Alguns prêmios e condecorações recebidos
- Professor-Emérito da USP, Faculdade de Filosofia, Letras e Ciências Humanas
- Professor honorário do Instituto de Estudos Avançados da USP
- Doutor Honoris Causa, Universidade Estadual Paulista Júlio de Mesquita Filho (Unesp), Universidade Federal do Rio de Janeiro (UFRJ) e Universidade do Estado do Rio de Janeiro (UERJ), Universidade do Estado de Santa Catarina (UDESC).[12][30]
- Membro da Academia Brasileira de Ciências[31]
- Membro honorário da Sociedade de Arqueologia Brasileira
- Membro honorário do IEV Instituto de Estudos Valeparaibanos
- Prêmio Almirante Álvaro Alberto para Ciência e Tecnologia de 1999
- Grã-Cruz da Ordem Nacional do Mérito Científico em Ciências da Terra
- Prêmio Internacional de Ecologia de 1998
- Prêmio Unesco para Ciência e Meio Ambiente de 2001
- Prêmio XI de Agosto, concedido pelo Centro Acadêmico XI de Agosto, em 2004
- Desde 2008, o geógrafo foi homenageado, em vida, pelo Centro Integrado de Ciência e Cultura "Prof. Dr. Aziz Nacib AbSaber" de São José do Rio Preto, que leva o seu nome.[32]